# NGC 2159
NGC 2159 је расејано звездано јато у сазвежђу Златна риба које се налази на NGC листи објеката дубоког неба.
Деклинација објекта је - 68° 37' 28" а ректасцензија 5h 58m 3,0s. Привидна величина (магнитуда) објекта NGC 2159 износи 11,4. NGC 2159 је још познат и под ознакама ESO 57-SC60.